# Las Mesas (Venezuela)
Pour les articles homonymes, voir Las Mesas.
Las Mesas est le chef-lieu de la municipalité d'Antonio Rómulo Costa dans l'État de Táchira au Venezuela.